# Крюков, Алексей Михайлович
Алексей Михайлович Крюков (5 [17] марта 1914, село Посудичи, Черниговская губерния — 10 мая 2003, Москва) — советский военачальник, Генерал-полковник технических войск (1971), начальник Железнодорожных войск Министерства обороны СССР (1968—1983).

## Биография
Родился 17 марта 1914 года в селе Посудичи (ныне центр сельского поселения в Погарском районе, Брянская область, Россия).
В 1931 году закончил Погарскую семилетнюю школу и решением районного отдела народного образования был направлен учителем в Троицкую начальную школу, которая находилась в селе Горица. В сентябре 1932 года приехал в Ленинград и поступил рабочим на фабрику. В том же году был зачислен и на рабфак. В 1934 году закончил рабфак и поступил в Ленинградский институт инженеров железнодорожного транспорта.
В 1938 году, закончив четыре курса института, подал рапорт о добровольном вступлении в ряды РККА и, Приказом народного комиссара обороны, был зачислен слушателем военно-транспортной академии. В 1940 году после окончания академии был назначен инженером производственно-технической части 71-го отдельного строительно-путевого железнодорожного батальона 3-й отдельной железнодорожной бригады Особого корпуса железнодорожных войск, военинженер 3-го ранга.
С началом Великой Отечественной войны с июня 1941 года воевал в составе 71-го отдельного батальона 4-й железнодорожной бригады особого железнодорожного корпуса 6-й армии Западного фронта в должности инженера отдельного батальона. С ноября по декабрь 1941 года участвовал в Тихвинской операции Волховского фронта, с февраля 1942 года по ноябрь 1944 года — в обороне и прорыве блокады Ленинграда. Член ВКП(б) с 1942 года. Занимался восстановлением и строительством железных дорог для обеспечения Ленинградского, 3-го Прибалтийского и 3-го Украинского фронтов, а также дорог в Польше и Венгрии.
После войны продолжил службу в Советской армии ВС Союза ССР в должностях командира 7-й железнодорожной бригады, заместителя командира корпуса, заместителя начальника железнодорожных войск, начальника железнодорожных войск. С 1953 года по 1955 год, по просьбе правительства Монгольской Народной Республики оказывал помощь в строительстве более чем семисоткилометровой железнодорожной магистрали от столицы МНР Улан-Батора до станции Дзамын-Удэ на монгольско-китайской границе. Был одним из организаторов и руководителей строительства БАМа.
Автор книги
- Крюков А. М., Пути и тревоги: Записки военного железнодорожника / Литературная запись С. С. Косовина. — Петрозаводск: Карелия, 1979. — 267 с. — 60 000 экз.

В феврале 1983 году генерал-полковник технических войск Крюков вышел в отставку. Жил в Москве.
Умер 10 мая 2003 года, похоронен в Москве на Троекуровском кладбище.

## Награды
СССР
- орден Октябрьской Революции
- орден Красного Знамени (27.03.1945)[1]
- орден Отечественной войны I степени (06.04.1985)[2]
- орден Отечественной войны II степени (27.07.1944)[1]
- два ордена Трудового Красного Знамени
- два ордена Красной Звезды (в том числе 1953[3])
- орден «За службу Родине в Вооружённых Силах СССР» 3-й степени
- Медали в том числе:
  - «За боевые заслуги» (1948)[3]
  - «За оборону Ленинграда» (1944)
  - «За победу над Германией» (1945)
  - «Ветеран Вооружённых Сил СССР»
  - «За освоение целинных земель»
  - «За строительство БАМа»
  - «За безупречную службу» 1-й степени
  - Благодарность Президента Российской Федерации (02.07.1999) — за большой вклад в строительство и эксплуатацию Байкало-Амурской железнодорожной магистрали [4].

Почётные звания
- Почётный железнодорожник

Других государств
- орден «9 сентября 1944 года» (НРБ)
- орден Сухэ-Батора (МНР)
- два ордена Красного Знамени (МНР)

## Память
- В 2018 году в Погаре на Аллее Славы открыли мемориальную доску генерал-полковнику начальнику  железнодорожных войск Минобороны СССР А. М. Крюкову[5][6].
- В 2021 году приказом Министра обороны РФ от 6 декабря 2021 года № 730, в честь Алексея Михайловича, учреждена медаль «Генерал-полковник А. М. Крюков»[7].